# Hořenice
Hořenice (en allemand : Horschenitz) est une commune du district de Náchod, dans la région de Hradec Králové, en République tchèque. Sa population s'élevait à 152 habitants en 2022.

## Géographie
Hořenice se trouve à 2 km au nord-ouest du centre de Jaroměř, à 19 km à l'est-nord-est de Náchod, à 19 km au nord-nord-est de Hradec Králové et à 112 km à l'est-nord-est de Prague.
La commune est limitée par Heřmanice au nord et au nord-est, par Jaroměř à l'est et au sud, et par Zaloňov à l'ouest.

## Histoire
La première mention écrite de la localité date de 1500.

## Administration
La commune se compose de deux sections :
- Dolní Černilov
- Hořenice

## Transports
Par la route, Hořenice se trouve à 2,5 km de Jaroměř, à 23 km de Náchod, à 26 km de Hradec Králové et à 136 km de Prague. 